# شومون-ژیستو
شهر شومون-ژیستو (به فرانسوی: Chaumont-Gistoux) در شهرستان نیول  در استان اوئلون بربان  در منطقه فدرال والوون در کشور بلژیک واقع شده‌است.